# Eric Clapton at His Best
Redigerer Eric Clapton at His Best er et dobbelt-opsamlingsalbum fra 1972 med numre fra Eric Claptons tidligere albums Blind Faith (1969), Eric Clapton (1970) og Layla and Other Assorted Love Songs (1970).

## Spor

### Side 1
1. "Bottle of Red Wine" (Delaney Bramlett/Eric Clapton) - 3:06
  - Fra Eric Clapton (1970). Produced by Delaney Bramlett.
2. "Anyday" (Eric Clapton/Bobby Whitlock) - 6:33
  - Fra Layla and Other Assorted Love Songs. Produced by The Dominos; executive producer Tom Dowd.
3. "I Looked Away" (Eric Clapton/Bobby Whitlock) - 3:02
  - Fra Layla and Other Assorted Love Songs.
4. "Let It Rain" (Bonnie Bramlett/Eric Clapton) - 5:07
  - Fra Eric Clapton.
5. "Lonesome and a Long Way from Home" (Bonnie Bramlett/Leon Russell) - 3:43
  - Fra Eric Clapton.

### Side 2
1. "Sea of Joy" (Steve Winwood) - 5:23
  - Fra Blind Faith (1969). Produced by Jimmy Miller by arrangement with Robert Stigwood and Chris Blackwell.
2. "Layla" (Eric Clapton/Jim Gordon) - 7:01
  - Fra Layla and Other Assorted Love Songs.
3. "Blues Power" (Eric Clapton/Leon Russell) - 3:10
  - Fra Eric Clapton.
4. "Bell Bottom Blues" (Eric Clapton/Bobby Whitlock) - 5:00
  - Fra Layla and Other Assorted Love Songs.

### Side 3
1. "After Midnight" (John J. Cale) - 3:11
  - Fra Eric Clapton.
2. "Keep On Growing" (Eric Clapton/Bobby Whitlock) - 6:20
  - Fra Layla and Other Assorted Love Songs.
3. "Little Wing" (Jimi Hendrix) - 5:31
  - Fra Layla and Other Assorted Love Songs.
4. "Presence of the Lord" (Eric Clapton) - 4:48
  - Fra Blind Faith.

### Side 4
1. "Why Does Love Got to Be So Sad?" (Eric Clapton/Bobby Whitlock) - 4:41
  - Fra Layla and Other Assorted Love Songs.
2. "Easy Now" (Eric Clapton) - 2:58
  - Fra Eric Clapton.
3. "Slunky" (Delaney Bramlett/Eric Clapton) - 3:33
  - Fra Eric Clapton.
4. "Key to the Highway" (Charles Segar/Bill Broonzy) - 9:39
  - Fra Layla and Other Assorted Love Songs.